# Ngô Tuấn Thanh
Ngô Tuấn Thanh (tiếng Anh: Wu Chun-ching, tiếng Trung: 吳俊青; sinh ngày 18 tháng 12 năm 1988) là một cầu thủ bóng đá người Đài Loan thi đấu ở vị trí tiền vệ cho câu lạc bộ Tatung.

## Sự nghiệp quốc tế

### Bàn thắng quốc tế
| #   | Ngày                 | Địa điểm                                                      | Đối thủ              | Bàn thắng | Kết quả | Giải đấu                          |
| --- | -------------------- | ------------------------------------------------------------- | -------------------- | --------- | ------- | --------------------------------- |
| 1.  | 30 tháng 9 năm 2011  | Sân vận động Quốc gia, Cao Hùng, Đài Loan                     | Ma Cao               | 3–0       | 3–0     | Giao hữu                          |
| 2.  | 8 tháng 9 năm 2015   | Sân vận động Thành phố Đài Bắc, Đài Bắc, Đài Loan             | Việt Nam             | 1–1       | 2–1     | Vòng loại World Cup 2018          |
| 3.  | 19 tháng 3 năm 2016  | Sân vận động Thành phố Đài Bắc, Đài Bắc, Đài Loan             | Guam                 | 2–2       | 3–2     | Giao hữu                          |
| 4.  | 24 tháng 3 năm 2016  | Sân vận động Quốc gia Mỹ Đình, Hà Nội, Việt Nam               | Việt Nam             | 1–0       | 1–4     | Vòng loại World Cup 2018          |
| 5.  | 30 tháng 6 năm 2016  | Trung tâm đào tạo quốc gia GFA, Dededo, Guam                  | Quần đảo Bắc Mariana | 1–0       | 8–1     | Vòng loại Cúp bóng đá Đông Á 2017 |
| 6.  | 30 tháng 6 năm 2016  | Trung tâm đào tạo quốc gia GFA, Dededo, Guam                  | Quần đảo Bắc Mariana | 5–0       | 8–1     | Vòng loại Cúp bóng đá Đông Á 2017 |
| 7.  | 8 tháng 10 năm 2016  | Sân vận động Quốc gia, Cao Hùng, Đài Loan                     | Đông Timor           | 1–1       | 2–1     | Vòng loại Asian Cup 2019          |
| 8.  | 8 tháng 10 năm 2016  | Sân vận động Quốc gia, Cao Hùng, Đài Loan                     | Đông Timor           | 2–1       | 2–1     | Vòng loại Asian Cup 2019          |
| 9.  | 12 tháng 11 năm 2016 | Sân vận động Vượng Giác, Vượng Giác, Hồng Kông                | Guam                 | 1–0       | 2–0     | Vòng loại Cúp bóng đá Đông Á 2017 |
| 10. | 7 tháng 9 năm 2018   | Sân vận động Thành phố Đài Bắc, Đài Bắc, Đài Loan             | Malaysia             | 1–0       | 2–0     | Giao hữu                          |
| 11. | 7 tháng 6 năm 2019   | Sân vận động Quốc gia, Cao Hùng, Đài Loan                     | Nepal                | 1–0       | 1–1     | Giao hữu                          |
| 12. | 15 tháng 6 năm 2021  | Sân vận động Quốc tế Jaber Al-Ahmad, Thành phố Kuwait, Kuwait | Kuwait               | 1–1       | 1–2     | Vòng loại World Cup 2022          |